# Paperino Paperotto
Paperino Paperotto (soprannominato PP8) è un personaggio immaginario dei fumetti Disney Italia che rappresenta Paperino da piccolo. Creato da Bruno Enna, Diego Fasano e Paola Mulazzi, appare per la prima volta in una striscia a fumetti della fine del 1998 disegnata da Alessandro Barbucci; la sua prima storia da protagonista è Paperino Paperotto e il giorno più duro, dello stesso disegnatore, pubblicata su Topolino n° 2250 del 12 gennaio 1999.
È stato anche protagonista della serie PP8 - Paperino Paperotto.
In Scandinavia la Egmont Publishing produce dal marzo 2000 una parallela serie di storie del personaggio, scritte da Kari Korhonen.

## Ambientazione
Il giovane Paperino, in queste storie, vive nella quieta Quack Town, un piccolo centro abitato dedito alla coltivazione agricola alla periferia di Paperopoli, con Nonna Papera (ma senza Ciccio, che in queste storie non compare); l'infanzia di Paperino narrata in questa fortunata serie si rifà alla storia Buon compleanno Paperino (1984) di Marco Rota, realizzata per i 50 anni del personaggio, in cui Paperino è sì parente di Nonna Papera e zio Paperone, ma inizialmente fu trovato da questi per la strada, appena uscito dall'uovo; questa versione differisce completamente con la ricostruzione della vita del papero da parte di Don Rosa. Come era stato affermato nella storia di Rota e in molte altre realizzate in Italia negli anni, un'altra differenza rispetto all'albero genealogico di Don Rosa è la parentela messa in luce nella storia Paperino Paperotto e un cent per Millicent, dove viene affermato che Nonna Papera è la sorella di Paperone. In queste storie vi è anche la capra Billy che nei racconti compare come una capra molto giovane, al contrario delle storie con il classico Paperino, in cui è anch'essa adulta. Nelle storie compare (molto raramente) anche il cugino Gastone, che vive a Paperopoli. Nonostante Paperino e i suoi amici siano ancora bambini, i personaggi "classici" delle storie, ovvero Zio Paperone e Nonna Papera, non sembrano molto diversi dal presente: si nota tuttavia che la Nonna è più in forze e manda avanti la fattoria da sola, mentre zio Paperone non ha ancora assunto il maggiordomo Battista (infatti quando viene a Quack Town è da solo). 
L'infanzia di Paperino vissuta nella fattoria della Nonna era stata rivelata già nello special televisivo This is your life, Donald Duck (Questa è la tua vita, Paperino) del 1960.

## Personaggi
Paperino ha tra i suoi compagni di scuola molti amici, Betty Lou Fitzwater Van Der Built, Louis Cromb, Millicent Webfoot e Tom Lovett. Insieme formano un gruppo affiatato, sempre pronto a tutto.
Tra i suoi amici preferisce di gran lunga Louis, con il quale ha un'intesa migliore e condivide più interessi. Fra questi Amazing Papers, la rivista di fantascienza preferita di Paperino Paperotto, che ama leggere con i suoi amici. I principali temi trattati da Amazing Papers sono gli UFO, il paranormale e i supereroi intergalattici. Spesso quando si trova davanti a un mistero Paperino usa la rivista, di cui possiede tutti i numeri, come guida. Talvolta deve difendere la sua collezione dai cattivi che vogliono rubarla o distruggerla. Il titolo della rivista rimanda alla storica rivista di fantascienza Amazing Stories.
Il rapporto con Tom (che lo chiama Melanzana o "pulce") in alcune storie è pessimo, in altre buono, anche se i due dicono sempre di essere grandi amici.
PP8 non ha particolari interessi per Betty Lou, invece Tom ne è innamorato perso, ed in alcune storie lo aiutano a fare colpo. Sicuramente è migliore il rapporto con Millicent (la mini-risparmiatrice che ha come idolo Paperone, lo zio di Paperino) che lo coinvolge in stranissime avventure. Ha come insegnante a scuola la signorina Witchcraft, che all'inizio reputa una strega (Paperino Paperotto e la Strega di Quack Town).
Nelle storie a fumetti degli albi PP8 (maggio 2005-2006), e successivamente in alcuni episodi usciti su Topolino a seguito della chiusura della testata indipendente, Paperino Paperotto e i suoi amici hanno dei rivali che frequentano la classe Q (loro invece sono in P). Tuck è il capo della banda, e coglie sempre occasione di ostacolare Paperino e i suoi amici, oltre ad avere un fratellino spione che, nonostante sia amico di Paperino, lo ostacola senza volerlo a causa della sua lingua lunga. Ma Paperino riesce sempre a sventare i piani del perfido Tuck e della sua banda insieme ai suoi amici.
Nella nuova storia di PP8 sui libretti di Topolino, intitolato Paperino e gli Amazing File, vedremo il ritorno dei vecchi amici di Paperino Paperotto nella loro versione adulta.

### Louis Cromb
Louis Cromb è il migliore amico di Paperino Paperotto e vive a Quack Town. È piuttosto esile e ha i capelli sempre disordinati. Grande passione per la scienza e la natura, che fa fruttare in ottimi risultati con le materie scientifiche. Suo padre, Lester Cromb, possiede un negozio di oggetti usati dove Louis spesso si mette a curiosare con Paperino trovando oggetti bislacchi e allo stesso tempo utili per le avventure. Louis è forse l'amico più vicino a Paperino, con il quale condivide i migliori momenti di gioco in assenza di Tom, con il quale invece non ha i rapporti migliori. Louis legge e colleziona i numeri di una rivista fantascientifica chiamata "Amazing Papers". Diventato adulto, ha rilevato il negozio del padre, oltre ad indossare un paio di occhiali come il genitore.

### Tom Lovett
Tom Lovett è inizialmente rivale, poi amico di Paperino; è un bambino robusto e goloso, indossa sempre una maglia a righe blu e bianche con una buona scorta di lecca-lecca sempre a disposizione. È ottuso, tonto, burbero, scontroso, testardo e arrogante e a scuola prende voti bassissimi, e spesso quando sente gli altri parlare ripete scioccamente sbagliando la grammatica dei verbi e le parole, e questo gli costa spesso prese in giro da parte di PP8 e Louis.
Di carattere scontroso, prende in giro Paperino definendolo "pulce" e "melanzana" (forse alludendo alla forma del suo corpo). Sotto questa scorza si nasconde però un Tom tenero, generoso e sentimentale, che cerca di conquistare Betty Lou, l'unica ragazza che corteggia assiduamente. La sua tipica risata è "Ergh! Ergh!".
Frequenta assiduamente l'emporio di Pete, vecchio scorbutico che in una vecchia storia ha tentato di candidarsi come sindaco per prolungare l'orario scolastico fino a sera (in modo da non avere scocciatori in negozio).
Da adulto è diventato agricoltore e vende i suoi prodotti ai mercati generali, oltre a rivelare di aver quasi smesso di mangiare lecca lecca.

### Betty Lou Van Der Built
Betty Lou Van Der Built (Fitzwater nella storia Paperino Paperotto e l'evento eccezionale) è amica di Paperino, piuttosto snob e raffinata, indossa sempre un vestitino rosa e un nastro dello stesso colore. Bionda, gelosa dei suoi boccoli, Betty Lou è estremamente vanitosa e spesso tratta gli altri con superiorità. Per questo non è molto apprezzata dai ragazzi del paese, ad eccezione di Tom, il quale è follemente innamorato di lei; il sentimento non è quasi mai ricambiato in quanto Tom ha dei modi molto grezzi, al contrario di Betty che è molto fine. 
La sua media scolastica è piuttosto alta ed il suo comportamento sempre educato, anche se non mancano occasioni in cui mostra un carattere irascibile (specie quando qualcuno la offende o le rovina il vestito, l'acconciatura e i giochi). Odia i giochi d'azione e in cui ci si può sporcare, è abbastanza fifona ma riesce sempre a farsi coinvolgere nelle avventure di PP8 a tema di UFO, misteri e simili. Sebbene il suo gioco preferito siano le bambole (di cui ha una collezione) ha anche lei una passione per i fumetti di Amazing Papers, ma non vuole che nessuno lo sappia. Il suo sogno è fare l'attrice. 
Nei fumetti compare solo sua madre, che ne ricalca molto i tratti e il comportamento.
Da adulta, inizialmente rivela di essere diventata stilista, ma in realtà è solo la segretaria sfruttata della vera stilista per cui lavora, ma alla fine riuscirà a prendersi la sua rivincita su di lei.

### Millicent Webfoot
Millicent Webfoot, soprannominata Cent, dopo qualche apparizione in brevi storielle di una pagina, debutta nella lunga storia Paperino Paperotto e un cent per Millicent, su Topolino numero 2255 del 1999. All'inizio odiava essere chiamata col soprannome Cent, ma alla fine della storia cambierà idea dopo che Paperone le farà notare che ogni cent non è che un passo verso fantastiliardo.
Piccola, capelli neri, vestito rosso e grande attaccamento al denaro (come si può evincere dal nome), trova sempre l'occasione di fare buoni affari vendendo cianfrusaglie o barattando oggetti. Il suo idolo preferito è Paperon de' Paperoni, lo zio di Paperino, che cerca di incontrare ogni volta che lui si reca a trovare il suo nipotino. Sua madre possiede una barca bar, "La regina del fiume", e alcuni campi intorno a Quack Town, in cui coltiva aglio.
La sua materia forte è la matematica. Il suo animale preferito è la formica.
Da adulta è diventata imprenditrice di una catena di trattorie, oltre ad apparire in programmi televisivi legati alla cucina.

### Ambrogio e Ross Ambross
Ambrogio e Ross Ambross sono fratelli gemelli provenienti dalla grande città, amici di Paperino, protagonisti della serie a fumetti PP8 - Paperino Paperotto, noto come degli Agenti Ambross.

### Gastone Paperone
Gastone Paperone è il cugino di Paperino che appare nelle storie di PP8 alcune rare volte a partire dal 2006. Come la sua controparte adulta, abita a Paperopoli ed è il contraltare di Paperino.

### Tucker "Tuck" William III
Tucker William III, soprannominato Tuck, interpreta la parte dell'antagonista principale della serie a fumetti PP8 - Paperino Paperotto, di colui che cerca sempre di ostacolare Paperino e i suoi amici, in tutto e per tutto, anche per le cose più banali. È caratterizzato dai lunghi capelli rossi, tipico abbigliamento del ragazzo di città, e becco corto e appuntito, dato che si tratta di un pappagallo antropomorfo.
La banda di scagnozzi di Tuck è composta dai ragazzi malvagi e prepotenti come lui: Charlie, fissato con la pulizia dei denti, Vicky, ossessionata dalla moda che cerca sempre di apparire più attraente di Betty Lou, e Boomer, forse il più buono della banda, che ha però il vizio di rompere sempre tutto ciò che gli capita tra le mani. Tra i componenti della banda sarebbe da segnalare anche Jay, il fratellino di Tuck, che però è un gran pettegolo e spiffera sempre a tutti i piani del fratello o di Paperino (nonostante sia suo amico), a volte mettendo in difficoltà lo stesso Tuck, per questo motivo non è da considerare come membro ufficiale del gruppo di Tuck.

## Opere derivate

### PP8 - Paperino Paperotto
Visti i continui successi del simpatico paperotto riscossi sulle pagine di Topolino, si pensò di lanciare una testata a lui dedicata intitolata PP8 - Paperino Paperotto, edita dal maggio 2005 al giugno 2006. Paperino, assieme al suo fedelissimo gruppo di amici, deve affrontare problemi scolastici, insegnanti molto bruschi e i terribili mostri e alieni della sua fantasia, oltreché a una banda nemica-rivale di bambini prepotenti, guidati dal malvagio Tuck.
La serie è sempre ambientata a Quack Town, ma molti degli storici personaggi che comparivano sulle pagine di Topolino non compaiono quasi mai, soppiantati da altri interpreti. Inoltre le storie sono concepite come seriali, al contrario di quelle su Topolino che sono rigorosamente autoconclusive. In ogni numero della rivista è contenuta una storia principale che caratterizza l'albo, come è avvenuto per W.I.T.C.H., PK - Pikappa, X-Mickey e Monster Allergy.